# Neuapostolische Kirche (Berlin-Britz)

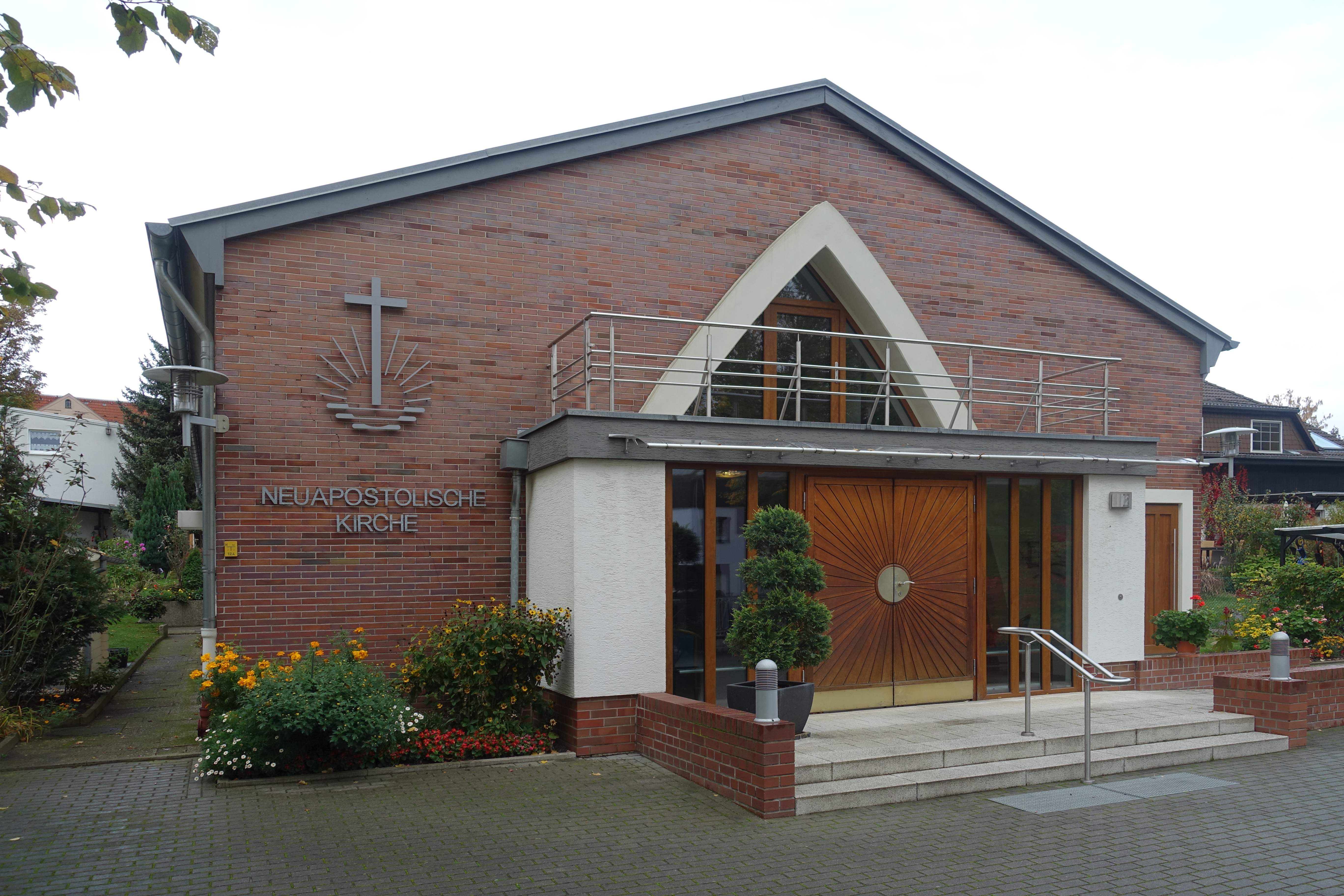
Neuapostolische Kirche

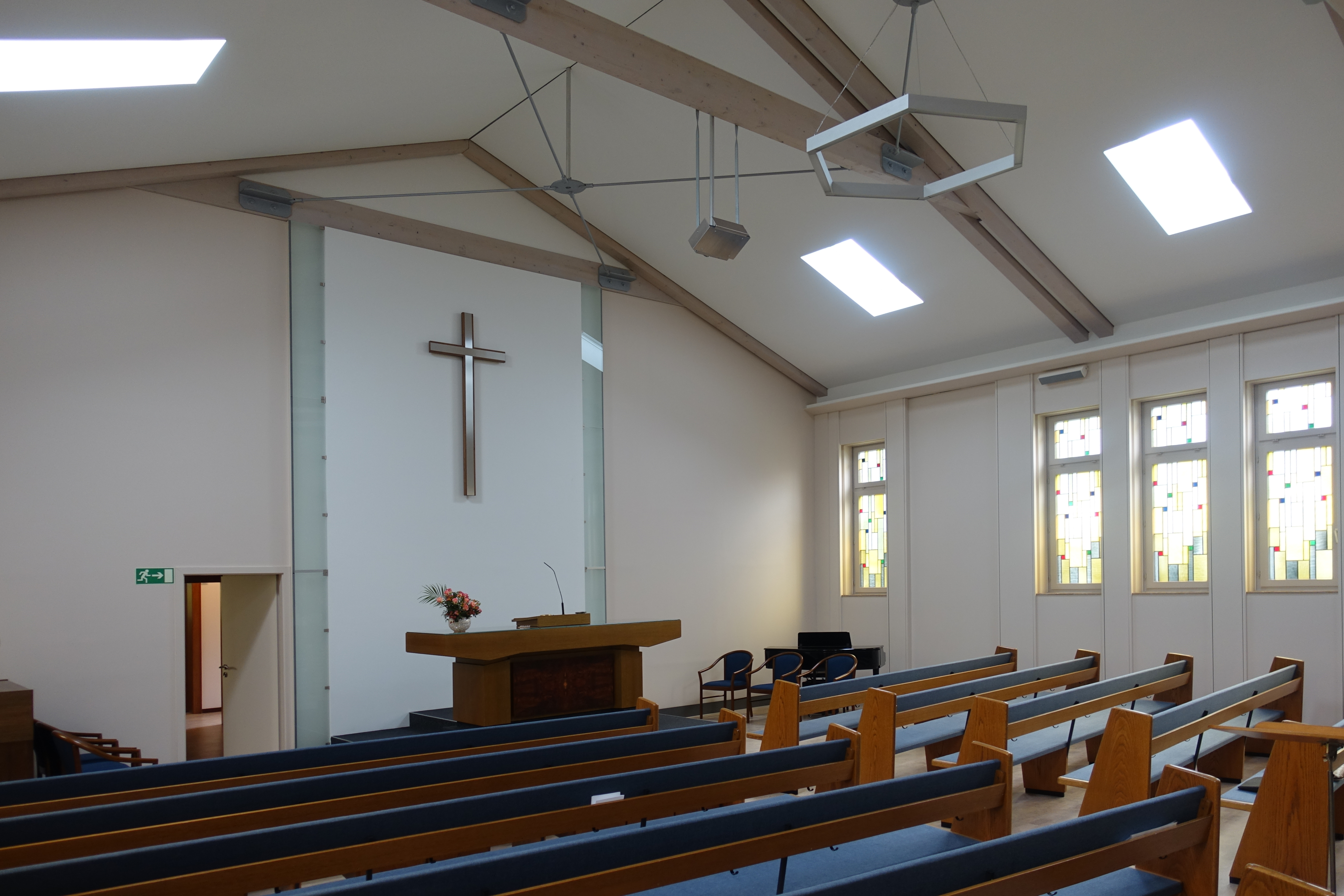
Innenansicht

Die Neuapostolische Kirche (Berlin-Britz) steht in der Backbergstraße 12 im Berliner Ortsteil Britz des heutigen Bezirks Neukölln.

## Geschichte
Die Gemeinde Berlin-Britz wurde 1912 zur Entlastung der überfüllten Neuköllner Kirche in der Flughafenstraße gegründet. Die Kirche in der Flughafenstraße 43 wurde 2007 geschlossen und an den muslimischen „Verband interkultureller Zentren“ verkauft (siehe Liste geschlossener neuapostolischer Kirchen in Deutschland). Durch den Zusammenschluss der Gemeinden Berlin-Britz und Berlin-Neukölln II, deren Kirche in der Flughafenstraße 43 aufgegeben wurde, waren die Gottesdienste in der Backbergstraße 12 regelmäßig gut besucht. Bedingt durch die niedrige Raumhöhe war die Luft bei Veranstaltungen schnell verbraucht. Deshalb wurde ein Umbau erforderlich. Nach vier Monaten Bauzeit wurde die umgebaute und renovierte Kirche am Sonntag, den 19. April 2009 wieder bezogen.

## Baubeschreibung
Das Satteldach der Saalkirche wurde komplett erneuert. Um die Raumluft zu verbessern, wurde die vorhandene Zwischendecke im Innern entfernt, so dass das Kirchenschiff nun bis zum Dachfirst hinauf reicht. Die massiven Balken und die Verstrebungen wurden als dekorative Elemente freigelassen. Indirekte Beleuchtung an den Dachschrägen und sechs Dachfenster, die sich elektrisch öffnen und bei Bedarf abdunkeln lassen, sorgen für viel Licht. Die dunkle Täfelung der Wände wurde hell lackiert.
Neben der Sakristei gab es nur einen Mehrzweckraum. Im Obergeschoss über dem Vorraum wurde ein etwa 40 Quadratmeter großer Gemeinschaftsraum geschaffen, um die verschiedenen Kinder- und Musikgruppen unterzubringen. In die Nebenräume wird der Gottesdienst auf Flachbildschirme übertragen.